# George William Fullerton

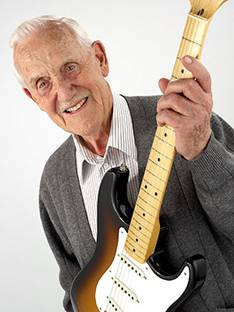
George William Fullerton

George William Fullerton (* 7. März 1923 in Hindsville, Arkansas, USA; † 4. Juli 2009 in Fullerton, Kalifornien, USA) war als Freund und Weggefährte Leo Fenders beteiligt an der Entwicklung der E-Gitarre.
Er arbeitete von 1948 bis 1970 bei dem Musikinstrumentenhersteller Fender Musical Instruments und wirkte mit an der Entstehung der bekanntesten Fender-Musikinstrumente wie der Telecaster, der Stratocaster, dem Precision Bass und dem Jazz Bass. Nach seinem Ausstieg aus dem Unternehmen Fender arbeitete er später wieder mit Leo Fender zusammen, mit dem er 1980 das Unternehmen G&L Musical Instruments gründete. In diesem Unternehmen arbeitete er zunächst auch in der Entwicklungsabteilung und übte später bis zu seinem Tod die Funktion als Berater aus. Im Jahr 2010 wurde George Fullerton von Fender Musical Instruments zugleich mit Jimi Hendrix in deren Hall of Fame aufgenommen.